# Francis William Reitz
Francis William Reitz (Swellendam, 5 oktober 1844 - Kaapstad, 27 maart 1934) was een politicus en advocaat in Zuid-Afrika. Hij was de vijfde staatspresident van de Oranje Vrijstaat en de derde staatssecretaris van de Zuid-Afrikaansche Republiek.

## Biografie
Reitz studeerde in het Verenigd Koninkrijk in 1868. Daarna keerde hij terug naar zuidelijk Afrika om te graven naar diamanten. Omdat succes uitbleef, keerde hij terug naar de advocatuur en werd verkozen in het Parlement in 1872 in de Kaapprovincie.
Twee jaar later werd hij op verzoek van president Johannes Henricus Brand benoemd tot voorzitter van het Hof van Beroep te Bloemfontein, kort daarna als belangrijkste rechter van de Oranje Vrijstaat. Deze positie heeft Reitz 13 jaar vervuld.
Van 1889 tot 1895 was hij president van de Oranje Vrijstaat. Tijdens de Tweede Boerenoorlog was hij staatssecretaris van de Zuid-Afrikaanse Republiek, als opvolger van de Nederlander Willem Johannes Leyds. Zijn vier zoons vochten mee in de oorlog en zouden het allemaal overleven; zoon Deneys Reitz werd later een beroemd schrijver en minister van de Unie van Zuid-Afrika.
De stad Reitz in de Zuid-Afrikaanse provincie Vrijstaat is naar hem vernoemd.

- Biografisch Portaal: 73868039
- Digitale Bibliotheek voor de Nederlandse Letteren: reit005
- Gemeinsame Normdatei: 123888506
- International Standard Name Identifier: 0000 0000 8200 5956
- Library of Congress Control Number: n79065862
- Nationale Bibliotheek van Tsjechië: uk2013754943
- Nederlandse Thesaurus van Auteursnamen: 068769563
- SNAC: w63b7q0j
- Système universitaire de documentation: 087113023
- Virtual International Authority File: 15690661
- WorldCat: E39PBJjt9RJqvtjjRY34DCYF8C